# Leo Väisänen
Leo Väisänen né le 23 juillet 1997 à Helsinki en Finlande, est un footballeur international finlandais. Il joue au poste de défenseur central à l'Austin FC en MLS.

## Biographie

### En club

#### HJK Helsinki
Le 14 avril 2016, Väisänen joue son premier match professionnel avec le HJK Helsinki contre le RoPS Rovaniemi.

#### RoPS Rovaniemi
En novembre 2016, il signe un contrat de deux ans avec le RoPS Rovaniemi. Il fait ses débuts le 12 avril 2017, jouant la totalité du match lors d'une défaite 6-2 à l'Inter Turku.

#### FC Den Bosch
En août 2018, Väisanen signe pour le club néerlandais du FC Den Bosch. Väisänen fait ses débuts le 21 septembre suivant lors d'une rencontre contre Almere City ; il est remplacé à l'heure de jeu par Stefano Beltrame. Avec le club néerlandais du FC Den Bosch, il inscrit deux doublés en Eerste Divisie (D2). Il marque son premier doublé le 13 janvier 2019, sur la pelouse du FC Dordrecht. Son équipe s'impose à l'issue d'un match prolifique en buts (victoire 2-6). Il inscrit son second doublé le 4 octobre 2019, lors de la réception du club de TOP Oss (victoire 4-0).

#### IF Elfsborg
Le 12 janvier 2020, Väisänen rejoint le club suédois de l'IF Elfsborg pour un contrat de trois ans et demi.
Väisänen joue son premier match pour l'IF Elfsborg le 22 février 2020, à l'occasion d'une rencontre de coupe de Suède face à l'IK Brage. Il est titularisé et son équipe s'impose par trois buts à zéro.

#### Austin FC
Le 4 janvier 2023, il est transféré de l'IF Elfsborg à l'Austin FC en Major League Soccer où il signe un contrat de quatre ans.

### En équipe nationale
Avec les moins de 19 ans, il inscrit un but face à l'Italie, le 8 octobre 2015. Ce match nul (1-1) rentre dans le cadre des éliminatoires du Championnat d'Europe des moins de 19 ans 2016.
Leo Väisänen honore sa première sélection avec l'équipe de Finlande le 11 juin 2019, face au Liechtenstein. Ce jour-là, il entre en jeu en cours de partie, et son équipe s'impose par deux buts à zéro.
Il est par la suite membre des vingt-six joueurs sélectionnés par Markku Kanerva pour disputer l'Euro 2020, première compétition internationale officielle pour les Finlandais. Le 12 juin 2021, il débute sur le banc pour le premier match de la Finlande à l’Euro 2020 mais entre en jeu en remplaçant Jukka Raitala à la 90e minute. Cette rencontre sera malheureusement célèbre pour avoir vu le malaise cardiaque de Christian Eriksen. Väisänen dispute un seul des trois matchs du tournoi face au Danemark (victoire 0-1). Les Finlandais sont éliminés dès la phase de groupes.

### Vie personnelle
Leo Väisänen est le frère cadet de Sauli Väisänen, lui aussi footballeur international finlandais. Leur père Antti Väisänen est producteur et leur mère Anna-Liisa Tilus est une ancienne Miss Finlande.